# José Martín Cuevas Cobos
José Martín Cuevas Cobos, pseud. Pedro Fernandez (ur. 28 września 1969 w Guadalajarze) – meksykański aktor, piosenkarz i kompozytor piosenek ranchera.

## Życiorys
Zaczął śpiewać już w wieku 6 lat. Jest najstarszym z rodzeństwa: Gerardo Fernández, José Luis Cuevas, Laura Cuevas, Eduardo, Juan i Paquito Cuevas. W wieku 15 lat przeprowadził się do Meksyku, a w 2002 przeniósł się do miasta Monterrey. Posiada bardzo bogaty dorobek artystyczny. Został zaproszony do śpiewania dla królowej Sofii, papieża Jana Pawła II, Arnolda Schwarzeneggera, George’a W. Busha.

## Życie prywatne
W wieku 18 lat ożenił się z Rebecą Garzą Vargas, z którą ma trzy córki: Osmarę, Karinę Michelle y Gemę Guadalupe.

## Dorobek artystyczny

### Dyskografia
- 2012: No Que No
- 2010: Hasta Que el Dinero Nos Separe
- 2009: Amarte a la antigua
- 2008: Dime mi amor
- 2006: Escúchame
- 2002: De Corazón
- 2001: Mi cariño
- 2000: Yo no fuí
- 1998: EL Aventurero
- 1997: Tributo a Jose Alfredo Jimenez
- 1997: Un mundo raro
- 1996: Deseos y delirios
- 1995: Pedro Fernández
- 1994: Mi forma de sentir
- 1993: Lo mucho que te quiero
- 1993: Buscando el paraiso
- 1991: Muñecos de papel
- 1990: Por un amigo más
- 1989: Vicio
- 1987: Querida
- 1986: El Mejor De Todos
- 1985: Es un sábado más
- 1984: Delincuente
- 1983: Coqueta
- 1983: Pucheritos
- 1982: Rosa Maria
- 1982: La De Los Hoyitos
- 1981: Guadalajara
- 1981: Mis 9 Años
- 1980: La Mugrosita
- 1979: Mama Solita
- 1978: La de la mochila azul

### Filmy
- Derecho de Asilo (1993)
- Las Mil y Una Aventuras del Metro (1993)
- El ganador (1992)
- Comando de federales II (1992)
- Crónica de un crimen (1992)
- Vacaciones de terror II (1991)
- Trampa Infernal (1990)
- Un corazón para dos (1990)
- Pánico en la montaña (1989)
- Vacaciones de terror (1989)
- Había una vez una estrella (1989)
- Un sábado más (1985)
- Delincuente (1984)
- Coqueta (1984)
- La niña de los hoyitos (1984)
- Los dos carnales (1983)
- La Mugrosita (1983)
- Niño pobre, niño rico (1983)
- La mugrosita (1982)
- La niña de la mochila azul II (1981)
- Allá en la Plaza Garibaldi (1981)
- Mamá solita (1980)
- El oreja rajada (1980)
- Amigo (1980)
- La niña de la mochila azul (1980)

### Telenowele
| Rok       | Nazwa                          | Rola                             |
| --------- | ------------------------------ | -------------------------------- |
| 2012      | Cachito de cielo               | Padre Salvador "Chava" Santillán |
| 2009–2010 | Hasta que el dinero nos separe | Rafael Medina Núñez              |
| 1993−1994 | Buscando el paraíso            | Julio                            |
| 1991      | Alcanzar una estrella II       | Jorge Puente                     |
| 1990      | Alcanzar una estrella I        | Jorge Puente                     |
| 1987      | Tal como somos                 | Valerio Cisneros                 |
| 1985      | Juana Iris                     | Juan Bernardo                    |